# Kawasaki Ki-28
Kawasaki Ki-28 (яп. 川崎 キ28) — експериментальний винищувач Імперської армії Японії 1930-х років. Кодова назва союзників — «Боб» (англ. Bob).

## Історія створення
У квітні 1936 року командування Імперської армії Японії оголосило конкурс на розробку нового винищувача, який мав прийти на заміну Kawasaki Ki-10. У конкурсі взяли участь фірми Nakajima, Kawasaki та Mitsubishi з проектами літаків Ki-27, Ki-28 та Ki-33 (варіант морського винищувача A5M) відповідно.
На фірмі Kawasaki розробкою керував Такео Дої, який взяв за основу проєкт Kawasaki Ki-5. Новий літак був низькопланом з двигуном водяного охолодження, крило мало пряму центральну секцію  і високе на той час відносне подовження для покращення швидкопідйомності. Ліхтар кабіни був напіввідкритий, шасі не складалось. На літаку вперше у японському літакобудуванні були встановлені щілинні закрилки. 
Перший прототип був завершений у листопаді 1936 року, у грудні був готовий другий прототип. Після заводських випробувань в Какаміґахарі літаки передали на порівняльні випробування з машинами конкурентів. Всі літаки показали приблизно рівні характеристики. Літак Ki-28 внаслідок потужнішого двигуна розвивав більшу максимальну швидкість, а також швидкопідйомність і прискорення. Але командування армійської авіації притримувалось концепції високої маневреності літаків, і тому перевага була віддана літаку Ki-27, який, хоч і мав трохи меншу швидкість, але був більш маневреним, і тому зрештою був запущений у серійне виробництво.
Помилково вважаючи, що Ki-28 запущений у серійне виробництво, американці присвоїли літаку кодову назву «Боб» (англ. Bob).

## Тактико-технічні характеристики
Дані з Japanese Aircraft 1910—1941

### Технічні характеристики
- Екіпаж: 1 особа
- Довжина: 7,90 м
- Висота: 2,60 м
- Розмах крил: 12,00 м
- Площа крил: 19,00 м ²
- Маса пустого: 1 420 кг
- Маса спорядженого: 1 760 кг
- Навантаження на крило: 92,6 кг/м²
- Двигуни: 12-циліндровий V-подібний Kawasaki Ha-9-II-Ko водяного охолодження
- Потужність: 800 к. с.
- Гвинт:  дволопатевий металевий
- Питома потужність: 2,2 кг/к.с.

### Льотні характеристики
- Максимальна швидкість: 485 км/год
- Крейсерська швидкість: 406 км/год
- Дальність польоту: 1 000 км
- Практична стеля: 11 000 м
- Час набору висоти 5000 м: 5 хвилин 10 секунд

### Озброєння
- 2 х 7,7-мм курсові кулемети в фюзеляжі